# Gazzetta di Milano

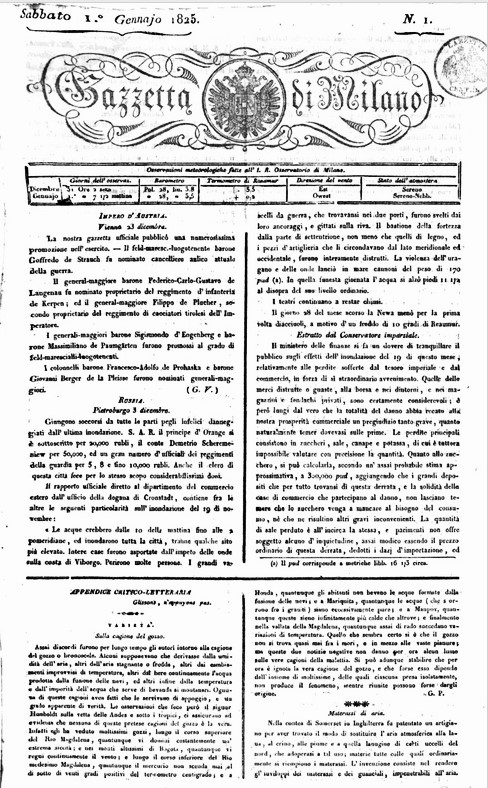
Première page de la Gazzeta du 1er janvier 1825.

La Gazzetta di Milano est le seul quotidien officiel de Lombardie en 1816 appartenant à la maison de Habsbourg ou maison d'Autriche. Favorable au système de l'École mutuelle. En 1830, son titre changea en « Gazzetta Privilegiata di Milano », lequel fut publié jusqu'en 1848 puis reprendra son titre « Gazzetta di Milano » jusqu'en 1875. En 1875, il est racheté par le journal Il Secolo.

## Quelques éditions
- Quotidien du 19 septembre 1815 : il condamne les troubles politico-religieux en Italie, et les troubles de civils et religieux. Il condamne plusieurs massacres qui sont perpétrés par les catholiques et les royalistes sur des civils et militaires (les soldats du général Gilly furent massacrés) à Nîmes, à Pont-Saint-Esprit ainsi que dans le département de la Lozère (France), et appui l'entente consentie par le général autrichien Adam Albert de Neipperg.
- Quotidien du 4 décembre 1816 : il condamne les persécutions infligées par le peuple aux protestants du département du Gard, pour se venger de l'oppression intolérante de ces protestants.
- Quotidien du 21 décembre 1820 : il calligraphie la biographie de l'abbé Grégoire, d'une façon élogieuse[1].

## Autres journaux italiens de l'époque
- Gazzetta di Venezia : de la région de Venise
- Giornale del Regno delle due Sicilie : du royaume des Deux-Siciles
- Diario di Roma : de la région de Rome
- Gazzetta di Firenze : de la région de Florence
- Giornale di Commercio di Livorno : de la région de Livourne
- Gazzetta di Bologna : de la région de Bologne
- Gazzetta Piemontese : du Piémont
- Gazzetta di Genova : de la région de Gênes
- Voce della Verita : de la région de Modène,
- Gazzetta di Parma : de la région de Parme (nommé « Journal du Taro » sous l'occupation française)
- Gazzetta di Lucca : de la région de Lucques
- Osservatore Veneziano